# Lysimachia fraseri
Lysimachia fraseri là một loài thực vật có hoa trong họ Anh thảo. Loài này được Duby mô tả khoa học đầu tiên năm 1844.